# Mariana Arias
Mariana Arias (Buenos Aires, 15 de agosto de 1965) es una periodista, actriz y modelo argentina.

## Trayectoria
Videos
- Pedro Aznar - Ella se perdió (1994)

### Televisión
- Casablanca (1996)
- El signo (1997)
- Muñeca brava (1998)
- Tiempo Final (2000)
- Son amores (2002)
- Dímelo Tú (2003-2015) (programa de entrevistas)
- Periodista en La Nación + canal de noticias desde 2017 a presente

### Cine
- No te mueras sin decirme adónde vas (1995)
- Las aventuras de Dios (2000)
- Felicidades (2000), de Lucho Bender
- Pajaritos (2005)

## Libros
- Una mujer en la mitad de la vida (2014)
- Dímelo Tu, una conversación íntima (entrevistas)

## Vida personal
Hija única de Teté y Juan Carlos Arias, una familia económicamente estable y sin necesidades. Hizo su educación primaria en un colegio católico de monjas cerca de Cabildo.  
Su primera pareja fue el fotógrafo Marcelo Cepeda. Tuvieron una hija llamada Paloma, quien más tarde se recibió de diseñadora de indumentaria y abrió su propia firma, llamada "FP", en 2015. También siguió sus pasos como modelo. La relación terminó en 1997.
Después comenzó una relación con el economista Roberto Gálvez, con quien se casó en 2008.